# Disillusioned (film 1912)
Disillusioned è un cortometraggio muto del 1912 scritto, diretto e interpretato da Hobart Bosworth

## Produzione
Il film fu prodotto dalla Selig Polyscope Company.

## Distribuzione
Distribuito dalla General Film Company, il film - un cortometraggio di una bobina - uscì nelle sale cinematografiche statunitensi il 13 febbraio 1912. Uscì anche nel Regno Unito, distribuito il 21 aprile 1912.